# George Leo Haydock
George Leo Haydock (1774-1849), descendiente de una antigua familia católica Recusante, era un sacerdote, pastor y estudioso de la Biblia. Su edición de la Biblia de Douay con comentarios extendidos, publicada originalmente en 1811, se convirtió en la Biblia católica inglesa más popular del siglo XIX a ambos lados del Atlántico. Permanece impreso y todavía se considera por su valor.
Sus primeros años llenos de acontecimientos incluyeron una estrecha lucha con la Revolución Francesa y una lucha para completar sus estudios sacerdotales en los años anteriores a la Emancipación Católica. Continuaría sirviendo misiones católicas pobres en la Inglaterra rural.

## Primeros años
George Leo Haydock nació el 11 de abril de 1774 en Cottam, Preston, Lancashire, el corazón de la resistencia católica a las leyes penales que el gobierno inglés utilizó para hacer cumplir el anglicanismo. Sus padres fueron George Haydock y su segunda esposa, Anne (née Cottam), que produjo una generación que se destacaría en el servicio católico. Su hijo mayor, James Haydock (1765–1809), se convirtió en un sacerdote que murió cuidando a los enfermos de su congregación durante una epidemia; el siguiente, Thomas Haydock (1772-1859), se convirtió en un destacado editor de libros católicos. Entre tres hijas, Margaret Haydock (1767 - 1854), se unió las Monjas agustinas, tomando el nombre de Hermana Stanislaus. George era el hijo menor. Él y su padre eran homónimos de un ilustre antepasado, el Beato George Haydock (1556-1584), un " sacerdote seminarista " mártir durante la persecución isabelina, beatificado en 1987. Mientras asistía a una escuela establecida para estudiantes católicos en Mowbreck Hall, Wesham , George Recibió la Confirmación, tomando el nombre de Leo, en honor al santo del siglo V, el Papa León I, cuya fiesta litúrgica se celebró en ese momento en el cumpleaños de Haydock. 
En 1785, a los once años de edad, fue enviado a continuar su educación en el English College Douai, (ortografía inglesa, Douay o Doway) en Francia, establecida en el siglo XVI para los exiliados católicos, donde se dispuso la educación secundaria además de la formación para el sacerdocio. Entre sus compañeros de clase había muchos que jugarían un papel importante en la iglesia inglesa, incluido el futuro obispo Thomas Penswick; el futuro historiador John Lingard; y el futuro libertador irlandés Daniel O'Connell.
Los estudios de George Haydock fueron interrumpidos en 1793, cuando la República Francesa declaró la guerra a Inglaterra y ocupó el Colegio Inglés. El 5 de agosto de ese año, justo antes de que los estudiantes fueran expulsados y forzados a arresto domiciliario en una casa de campo cercana, George Haydock, de 19 años, logró escapar a Inglaterra en compañía de su hermano y compañero, Thomas. Aprendiendo de los errores de los fugitivos anteriores, pudieron escabullirse de la ciudad a través de un canal, llevando una caña de pescar para que parecieran estar en un inocente viaje de pesca. Se dirigieron hacia el norte, caminando gran parte del camino hasta llegar a Ostende, de donde cruzaron a Inglaterra. Hubo un período inestable mientras los obispos católicos ingleses hicieron una provisión apresurada para la educación continua en Inglaterra de los muchos refugiados de Douai. Después de una estancia en St. Edmund's College, Ware , Old Hall Green en Hertfordshire , Haydock pudo en 1796 reanudar sus estudios en serio en un seminario establecido en Crook Hall, cerca de Consett en el condado de Durham (que no debe confundirse con el presente) Crook Hall & Gardens en la ciudad de Durham ). Fue ordenado sacerdote allí en 1798, y permaneció como profesor hasta 1803, cuando comenzó la fase pastoral de su carrera.
Durante el período de las leyes penales no había una jerarquía católica oficial en Inglaterra, por lo que no había diócesis o parroquias católicas. Un obispo era llamado "vicario apostólico" y presidió "misiones" en su jurisdicción. El reverendo John Lund (1733-1812), pastor de la misión en el hogar de la familia Haydock en Cottam, se mostró escéptico sobre las perspectivas del joven George para el trabajo pastoral, una vez alegando que él y su hermano Thomas "buscaban principalmente una vida gentil y fácil". Sin embargo, el nuevo sacerdote probaría rápidamente su temple, dedicando su carrera a servir en algunas de las misiones más pobres de Inglaterra. Su primera asignación fue en Ugthorpe, Yorkshire, una pobre misión rural, conocida como "Purgatorio". A pesar de las discapacidades legales de los católicos durante este tiempo, la familia Haydock había sido lo suficientemente ingeniosa como para retener una cierta influencia local y riqueza. Aunque George Leo era el hijo más joven, él y su hermana mayor Elizabeth parecen haber sido encargados de manejar las finanzas familiares. Él demostró una habilidad considerable en este sentido, adquiriendo propiedades de inversión en las áreas donde sirvió como pastor, como veremos a continuación. Por lo tanto, tenía fuentes de ingresos independientes que solía utilizar para subsidiar las misiones pobres a las que servía.

## Misión
Apenas considerada una tarea deseable, la pequeña y pobre Misión Ugthorpe fue, sin embargo, un desafío que el joven sacerdote enfrentó con entusiasmo. Rápidamente reparó y mejoró la estructura de techo de paja 1768 execrable existente que sirvió como capilla católica y poco después comenzó a planificar una nueva. La Ley de Ayuda Católica de 1791, aunque lejos de derogar toda legislación anticatólica, había permitido la construcción de capillas católicas, aunque con severas restricciones arquitectónicas. Haydock finalmente completó su nueva capilla y presbiterio en 1810, y más tarde agregó una escuela, un edificio que aún se mantiene (vea la imagen a la izquierda a continuación). También encontró tiempo y oportunidad para utilizar sus talentos de adquisición y administración de propiedades. "Me he sumergido en un océano de negocios de costas más lejanas que aún no puedo ver" le escribió a su familia. "Propongo quedarme aquí (si Dios quiere) [el] resto de mis días". En la carta, expresa interés en adquirir tierras para criar ganado y cultivar granos, trigo, cebada y papas. Parece haber adquirido varios terrenos, incluyendo casas de alquiler y una granja de 10 1/2 acres que alquiló para obtener ingresos. Aunque no estaba destinado a permanecer en Ugthorpe por el resto de sus días, no obstante completaría su logro más memorable mientras servía allí.

## Biblia Haydock
El mandato de Haydock en Ugthorpe se produjo durante un período crítico cuando la larga era de persecución de los católicos ingleses finalmente estaba llegando a su fin. Hubo un acuerdo significativo, incluso entre los protestantes, de que las leyes penales deberían derogarse. Sin embargo, las fuerzas que se oponen a la derogación se organizaron para un último esfuerzo. Según el historiador Lingard (qv) “El clero [anglicano] ha sido colocado al frente de la batalla; y, con el grito de peligro para la iglesia, se ha unido el peligro a la constitución. Para perpetuar las discapacidades religiosas, se han publicado acusaciones episcopales, se han celebrado reuniones del clero y se han enviado peticiones de diócesis, colegios y archi-diaconías a ambas cámaras del parlamento. En ayuda de estos esfuerzos, la prensa también ha sido puesta en requisa: y el trabajo de los periodistas anticatólicos, el establecimiento de una revista anticatólica y la difusión de tratados anticatólicos, publicados en todas sus formas y adaptados a cada comprensión, dan testimonio honorable del celo y la actividad de quienes asumen la iniciativa en esta cruzada ortodoxa ". Haydock vio la necesidad de enfrentar este desafío. Como las interpretaciones de las Escrituras eran una parte importante del esfuerzo antirrevocación, Haydock se propuso completar lo que se convertiría en su Magnum Opus: comentario para una nueva edición de la Biblia católica inglesa. Esa Biblia se llamaba la Versión Douay ( Biblia Douay-Rheims ), originalmente traducida de la Vulgata Latina en el siglo XVI principalmente por Gregory Martin , uno de los primeros profesores del Colegio de Inglés, Douai ( Universidad de Douai ). Fue revisado y recientemente anotado en el siglo XVIII por Richard Challoner (1691-1781), un erudito de la Universidad de Douai.y luego Vicario Apostólico del Distrito de Londres, y más tarde por el Padre Bernard MacMahon (1736–1816). Haydock tomó su texto de la revisión Challoner-MacMahon, pero agregó un comentario sustancialmente extendido. Este comentario fue en parte original y en parte compilado de escritos patrísticos y escritos de estudiosos posteriores de la Biblia. Fue pensado como una contraofensiva a las interpretaciones protestantes. Como Haydock afirma en su Prefacio, "obviar las interpretaciones erróneas de las muchas obras heréticas que deshonran a la Escritura, e inundan a este país infeliz, ha sido un diseño principal de la empresa actual".
El comentario es extenso en su número de anotaciones y de amplio alcance. En su mayoría, las anotaciones explican palabras o frases que no son claras u ofrecen elaboraciones interesantes del texto. Sin embargo, también se ocupan de las diferencias textuales e interpretativas con los protestantes y abordan cuestiones con deístas y ateos. En su nota a Éxodo 20: 4, en la que la versión de Douay menciona "una cosa grabada", afirma Haydock, "los protestantes traducen insidiosamente" cualquier imagen grabada "[KJV original] aunque pesel, eidolon, glupton y escultural, en el heb. Gramo. y Lat. denotan una cosa grabada o un ídolo ...... Saben que el objeto de prohibición es hacer y adorar ídolos. Pero probablemente deseen mantener a los ignorantes bajo la estúpida ilusión de suponer que los católicos son idólatras, porque tienen imágenes ... "Señalando las limitaciones del conocimiento humano y la consiguiente necesidad de Fe, él ofrece en la nota de Génesis 1: 15, "¿Alguien fingirá sabiduría y aún cuestionará los misterios de la fe, la transubstanciación, etc., cuando los más eruditos confiesan que no pueden comprender la naturaleza ni siquiera de un grano de arena?" A menudo usa las Escrituras para justificar católicos específicos prácticas. Por ejemplo, en su nota a Éxodo 29: 4, que se refiere a que Aarón y sus hijos fueron lavados con agua después de entrar por la puerta del tabernáculo, dice: Es por esta razón que tomamos agua bendita cuando entramos en nuestras capillas y nos lavamos los dedos antes y durante la misa ". En algunos casos, hace observaciones científicas específicas. Por ejemplo, en la nota de Génesis 1:14, Él afirma que la Tierra gira alrededor del Sol a una velocidad de 58,000 millas por hora (la tasa real es 67,000). También profundiza en la especulación sobre los misterios de la Biblia. Por ejemplo, en la nota de Génesis 2: 8 dice lo siguiente con respecto a el tamaño del Jardín del Edén: "Qué tan grande podría ser su extensión que no sabemos. Si las fuentes del Ganges, el Nilo, el Tigris y el Éufrates, no se cambian ahora, y si estos son los ríos que brotaron de las fuentes del Paraíso (ambos puntos están indecisos), el jardín debe haber constituido una gran parte del mundo." 
Las anotaciones al Nuevo Testamento están en una línea similar, pero no fueron compiladas por Haydock. Dado el enorme alcance de anotar toda la Biblia, no pudo mantener el exigente cronograma de producción además de sus deberes pastorales en Ugthorpe. Por lo tanto, otro alumno de Douay, el Padre Benedict Rayment (1764-1842), fue llamado para asistencia. Él y un grupo de colegas compilaron la porción del Nuevo Testamento del comentario. Hubo críticas contemporáneas de que la prisa en la preparación del comentario resultó en algunos errores. Sin embargo, dados los recursos espartanos disponibles para la publicación católica en Inglaterra en ese momento, la Biblia Haydock debe considerarse un logro notable.
El hermano de George, Thomas, fue el editor de la Biblia. La producción comenzó en 1811 y se completó en 1814, en una gran edición en folio. Al igual que muchas ediciones de la Biblia en ese momento, Haydock's fue publicada y vendida por suscripción, unas pocas hojas a la vez. Los suscriptores acumularían los conjuntos de hojas a lo largo de los años y, finalmente, tendrían la Biblia completa. Las diferentes copias tienen páginas de título generales con fecha de 1811, 1812, 1813 o 1823, que muestran diversas ubicaciones de Thomas Haydock en Manchester o Dublín. Los católicos ingleses acogieron con entusiasmo este impresionante volumen que simbolizaba un catolicismo revitalizado a punto de ganar su larga lucha para derogar las Leyes Penales. Se vendieron al menos 1,500 copias de la primera edición.

## Misión de un sacerdote
Después de Ugthorpe, la siguiente asignación del padre Haydock fue en el puerto de la costa este de Whitby . Mientras estuvo allí, continuó su carrera literaria con una serie de libros de oración (ver Otras obras publicadas a continuación), respondiendo a un creciente deseo de las congregaciones católicas de aumentar la participación en la Misa. Un libro en particular, Una clave para la oficina católica romana. .., es de especial interés. Este amplio trabajo incluye, entre otras cosas, una lista detallada de los deberes que se esperan de un sacerdote católico contemporáneo de la siguiente manera:
"Con frecuencia tenemos que decir misa y el oficio divino, que ocupa dos horas al día, estamos obligados a atender el trabajo del ministerio,catequizar a los ignorantes, instruir a los conversos y las ovejas extraviadas, tanto en público como en privado, a asistir durante muchas horas en el frío confesionario (¡un empleo delicioso! la peste o las enfermedades más contagiosas, algunas de las cuales viven a una distancia de 30 o 40 millas de nosotros. Tenemos que predicar dos veces en todos los días de reposo (cuyo término denota todos los días festivos del 10-I), durante los cuales el servicio dura aproximadamente cinco horas; tenemos que bautizar, preparar a las personas para su primera comunión, con gran solicitud, así como para la confirmación y el último sacramento; tenemos que realizar lo que se requiere para la solemnización del matrimonio y el entierro de los muertos, en privado; También tenemos que ir a las mujeres de la iglesia, aunque no vamos a sus casas.para ese propósito ! Mantenemos registros de bautismos, & c. que ahora están permitidos por el magistrado. Todo esto lo realizamos gratis. Todavía no tenemos diezmos ni tarifas de sobrepelliz , que, en el Establecimiento [Iglesia Anglicana], se encuentran tan exorbitantes.
"Algunos de nosotros (hablo de la experiencia de muchos años) no recibimos de nuestra gente £ 5 al año; ni más de £ 50, incluido el Salario o el Beneficio, que han dejado nuestros amigos difuntos, a menudo gravados con grandes obligaciones. Después Al pasar por un curso de educación en el Colegio durante unos 12 años, que cuesta anualmente entre £ 40 y £ 50, tenemos que amueblar una casa y proporcionar los adornos necesarios para el altar; vino, velas, libros, etc. acusar, al estar excluido de cualquier ventaja de las especulaciones en el comercio, o del Matrimonio, de que nuestros pensamientos pueden estar totalmente consagrados al Señor y al bien de nuestro pueblo ".
Mientras estuvo en Whitby, también continuó su práctica de adquirir propiedades de inversión.

## Problemas pastorales
Además, mientras estuvo en Whitby, Haydock continuó sirviendo a Ugthorpe también durante la mayor parte del período hasta 1827, cuando se asignó un sucesor permanente. En este punto, una serie de problemas comenzaron a llegar a un punto crítico. El nuevo sacerdote de Ugthorpe, el padre Nicholas Rigby (1800-1886), sintió que Haydock personalmente debería pagar una deuda de £ 284 adeudada por la misión Ugthorpe. Antes de esto, Haydock había disputado la transferencia de una donación de £ 300 originalmente destinada para su misión Whitby al recientemente establecido Ushaw CollegeDurham Dada la generosidad que Haydock había demostrado al proporcionar apoyo financiero de sus propios fondos para sus misiones asignadas, así como la historia de generosas donaciones de su familia, se sintió mal utilizado por estas acciones. Dio a conocer sus objeciones a sus superiores, Thomas Smith (1763-1831), Vicario Apostólico del Vicariato del Norte y Coadjutor de SmithThomas Penswick (1772-1836), un antiguo compañero de clase de Haydock en Douay; sin embargo, se pusieron del lado de él. Haydock debe haber considerado esto especialmente irónico ya que recibió una carta del predecesor de Smith en el Distrito Norte, William Gibson (1738-1821), alabando a dos de los tíos de Haydock, los "mayores benefactores" del Colegio en Crook Hall. Uno de ellos había donado £ 2,200. La naturaleza altruista de Haydock está bien establecida por su disposición a aceptar asignaciones a misiones empobrecidas y su compasión por su rebaño. Sin embargo, esa naturaleza no se extendió a la paciencia con aquellos que intentaban sacarle provecho financiero. Dio a conocer sus objeciones sin picar palabras. Como resultado, un molesto Smith transfirió a Haydock a una capellanía privada en Westby Hall, Lancashire, en 1830. Esto fue a pesar de una petición de los feligreses de Haydock Whitby a Smith expresando "lamento escuchar la intención de su señoría es quitarnos a nuestro pastor más digno y más querido, el reverendo Geo Leo Haydock". La capacidad de Haydock para mantenerse económicamente fue un factor significativo en la consideración de estos feligreses como lo ilustra su solicitud, "... que su señoría tomará en consideración seriamente el estado deprimido de la mayor parte de estos sus peticionarios que no son capaz de contribuir con cualquier cosa para el apoyo de un sacerdote ". Pero la petición fue ignorada, y la situación de Haydock solo empeoraría. Smith murió en 1831 y fue sucedido por el disciplinario más severo Penswick, quien inmediatamente prohibió a Haydock de sus funciones sacerdotales.
Mientras se desarrollaban estos eventos, los católicos ingleses finalmente lograron la aprobación de la Ley de Emancipación Católica de 1829. Irónicamente, justo después de esta victoria tan buscada por él y sus antepasados, el Padre Haydock se vio obligado a retirarse por su propio superior católico. En 1831 se estableció obedientemente en The Tagg (etiqueta a veces deletreada) en Cottam, una casa que la familia Haydock había retenido después de que un antepasado vendió su propiedad más grande de Cottam Hall. Haydock permaneció allí durante ocho años, "dedicándose a estudiar, con sus libros a su alrededor, alineados en las paredes y amontonados en el suelo".En 1832 hizo dos llamamientos infructuosos a Roma de su interdicción. Las apelaciones fueron enviadas a través de un exalumno de Douay y alumno de Haydock's en Crook Hall, Robert Gradwell. Gradwell había servido durante un tiempo en Roma y había sido nombrado coadjutor del Vicario Apostólico del distrito de Londres. Sin embargo, en lugar de enviar los llamamientos a Roma, Gradwell los envió a Penswick, quien los ignoró. Otra apelación después de la muerte de Penswick fue exitosa, lo que resultó en la restauración de las facultades sacerdotales de Haydock en 1839.
El Tagg fue derribado alrededor de 1985. Una fotografía tomada poco antes de su demolición muestra que es una casa de ladrillo de dos pisos con techo inclinado y dos chimeneas. Fue abandonado en sus últimos años y ha sido reemplazado por un grupo de casas modernas en la esquina de Tag Lane y Tanterton Hall Lane en Cottam. Hay una calle cercana, Cottam Hall Lane, que está pavimentada sobre el antiguo sendero a la antigua casa ancestral de Haydock, Cottam Hall. El nombre "Casa Tagg" todavía aparece en una estación de conmutación eléctrica cercana.

## Últimos días y muerte
Inmediatamente después de su reincorporación en 1839, Haydock recibió una nueva asignación en Penrith, Cumbria.(entonces conocido como Cumberland), otra misión pobre con perspectivas desalentadoras. Un llamado a las donaciones en el Directorio Católico para ese año dice "... la congregación es tan extremadamente pobre, que a menos que un público católico generoso ayude con sus contribuciones caritativas, el establecimiento de una misión en condiciones adecuadas será imposible ...". La apelación continúa describiendo el edificio utilizado como capilla como "... demasiado pequeño para la congregación, extremadamente húmedo y muy inconveniente. La entrada es a través del patio de la iglesia [protestante] y los pobres católicos. se burlan cuando van a misa, con la pobreza de su lugar de culto ". Aunque esta no era una tarea deseable para un pastor principal con la experiencia y habilidades de Haydock, no obstante, se lanzó a la tarea con su celo habitual. Comenzó a mantener registros bautismales detallados, proporcionando ideas fascinantes sobre las condiciones sociales de la época y las dificultades que enfrenta su rebaño. El "trabajador" se muestra como la ocupación más común, mientras que los "mendigos", los "trampers" y un "mendigo" también están representados. En una carta fechada en 1848, Haydock declara: "He bautizado a más de 100 [.] Pero muchos de ellos han desaparecido". La segunda posición más común era la de la marina. También están representados. En una carta fechada en 1848, Haydock declara: "He bautizado a más de 100 [.] Pero muchos de ellos han desaparecido". La segunda posición más común era la de la marina. También están representados. En una carta fechada en 1848, Haydock declara: "He bautizado a más de 100 [.] Pero muchos de ellos han desaparecido". La segunda posición más común era la de la marina.peón camineroo "navegador", refiriéndose a los trabajadores ferroviarios. La inmigración irlandesa, especialmente como resultado de la catastrófica hambruna de la papa que comenzó en 1845, trajo una gran afluencia de estos al área de Penrith, que estaba disfrutando de una ola de construcción de ferrocarriles. Un incidente de particular importancia ocurrió durante el pastorado de Haydock. Los marineros irlandeses a menudo estaban dispuestos a aceptar salarios menos que sus contrapartes nativas. El potencial evidente de hostilidad llegó a un punto crítico en febrero de 1846, cuando los conflictos entre pandillas de marinos irlandeses e ingleses requirieron la intervención de las autoridades locales. En un momento, a Haydock se le atribuye haber disuadido a una pandilla irlandesa de un ataque planeado contra estas autoridades, aparentemente usando la influencia obtenida de su trabajo pastoral. "La presencia y las exhortaciones de ese hombre anciano y amable fueron irresistibles, "Prot [estant] casado", y uno "cohabitando 4 años y deseando casarse". También se clasificaron por separado los matrimonios realizados en Gretna Green, una ciudad al otro lado de la frontera escocesa famosa por los "matrimonios desbocados". El problema de la mortalidad infantil está tristemente crónica, con varios bautismos registrados en bebés "en articulo mortis" (en peligro de muerte), uno que murió en media hora y otro que murió al día siguiente, y "la madre pronto después." "Prot [estant] casado", y uno "cohabitando 4 años y deseando casarse". También se clasificaron por separado los matrimonios realizados en Gretna Green, una ciudad al otro lado de la frontera escocesa famosa por los "matrimonios desbocados". El problema de la mortalidad infantil está tristemente crónica, con varios bautismos registrados en bebés "en articulo mortis" (en peligro de muerte), uno que murió en media hora y otro que murió al día siguiente, y "la madre pronto después."
Las cartas del padre Haydock durante este período indican una historia de aparente enfermedad cardíaca, un problema que no frenó sus esfuerzos. En septiembre de 1849, apenas dos meses antes de su muerte, escribió a su casa describiendo una petición de ayuda que recibió de un "vagabundo" que apareció cerca de la muerte. Para responder, emprendió un paseo a caballo de dos horas que evidentemente precipitó un ataque al corazón. Pensando al principio que moriría, sin embargo regresó a casa "muy conmocionado". Le escribió a su hermana: "No suelo consultar a los médicos ni necesito relajarme ni retirarme a su petulante salón debido a mi trabajo excesivo". Continuó trabajando celosamente en la misión y comenzó la construcción de una nueva iglesia, una estructura gótica de piedra arenisca roja llamada así por Santa Catalina. No vivió para ver su finalización, solo dos meses después de su muerte el 29 de noviembre de 1849. La Iglesia de Santa Catalina todavía existe, su congregación ahora forma parte de la Diócesis de Lancaster. Se cree que el padre Haydock está enterrado en una tumba sin marcar debajo del presbiterio, aunque un estudio de radar de penetración en el suelo realizado en 2017 no fue concluyente en cuanto a la ubicación de ninguna tumba allí. La tableta conmemorativa original erigida en su memoria se perdió, pero recientemente fue reemplazada por una copia. Incluye el lema de su familia: ( pero fue reemplazado recientemente por una copia. Incluye el lema de su familia: ( pero fue reemplazado recientemente por una copia. Incluye el lema de su familia: (Latín : "Tristitia vestra vertetur en gaudium", que significa "Tu dolor se convertirá en alegría" ) de San Juan 16:20. En 2013, la iglesia construyó un centro comunitario nombrado en honor de Haydock. Una copia de su Biblia se exhibe en la Iglesia, a la izquierda del presbiterio cerca de donde se cree que está enterrado.

## Legado
2011 fue el aniversario del bicentenario de la Biblia Haydock. Su popularidad sustancial y continua se refleja en su larga historia de ediciones variadas. Permanecería continuamente impreso hasta al menos 1910 con una larga serie de editoriales en Inglaterra y América, y disfrutaría de una renovación de interés a finales del siglo XX, estimulando una nueva serie de reimpresiones y reproducciones digitales modernas. En la actualidad los católicos tradicionalistas que ven la incertidumbre del propósito en la Iglesia postconciliar han encontrado inspiración en el movimiento de católicos ingleses y en la expresión confiada de fe del padre Haydock. La siguiente historia de ediciones muestra cómo la Biblia Haydock con sus cambios a lo largo de los años ha hecho una contribución continua a la apologética católica:
- 1811-1814: la primera edición, folio . A pesar de las ventas exitosas, esta edición costosa fue una pérdida financiera para el hermano de George, Thomas, cuyo entusiasmo por publicar libros católicos excedió con creces su perspicacia comercial, y para George, quien personalmente subsidió el proyecto. A pesar de la competencia general de George Leo en asuntos financieros, el logro por el que sería más recordado resultó ser un fracaso financiero.

- 1822-1824: una edición de octavo. Sin desanimarse por la experiencia anterior, Thomas contrató a varios socios para producir esta edición más pequeña. Indica en su página de título que el Rev. Geo lo revisa y lo compara diligentemente con la Vulgata Latina. Leo Haydock. Sin embargo, carece del comentario extendido y está mal impreso con muchos errores, incluido uno atroz en II Corintios 10: 4, donde la palabra fornicación aparece en lugar de fortificaciones .

- 1823: en este año apareció una nueva página de título para la serie de folio, con el estilo "Segunda edición". No es realmente una nueva edición, ya que la mayoría de las copias en folio ya eran mezclas de hojas publicadas por separado en las prensas de Thomas Haydock en Manchester y Dublín.

- 1823–25: la primera edición americana, folio. La popularidad de la Biblia Haydock se extendió rápidamente por el Atlántico. El inmigrante irlandés Eugene Cummiskey de Filadelfia publicó esta edición que sigue siendo hasta el día de hoy la única Biblia católica en folio publicada en Estados Unidos.

- 1831: la porción del Nuevo Testamento de la edición original en folio emitida con una nueva página de título por Thomas Haydock. No está claro si volvió a emitir toda la Biblia en este momento.

- 1845–48: un cuarto edición en iniciada por MacGregor, Polson & Company de Glasgow y Charles Dolman de Londres, y completada por A. Fullarton and Co. de Dublín, Londres y Edimburgo. Esta serie permaneció impresa con una serie de editores en la década de 1870. Esta fue la última edición publicada durante la vida del Padre Haydock.

- 1852-1854: una edición cuarta del editor estadounidense Edward Dunigan y Brother of New York. Esta edición incluye un texto revisado del Nuevo Testamento. Esta revisión fue iniciada por el padre James Bayley (1814–1877), quien fue nombrado obispo de Newark durante la publicación, y completada por el padre James McMahon (1814–1901), responsable de la mayor parte del trabajo. Esta edición fue frecuentemente reeditada por una serie de editores en la década de 1880.

California. 1853: una edición cuarta de George Henry and Co. de Londres, y distribuida inicialmente en América por George Virtue de Nueva York. En esta edición, el comentario fue resumido por el Canon FC Husenbeth (1796-1872). Esta fue probablemente la más exitosa de las ediciones de Haydock, permaneciendo impresa durante el resto del siglo. Alrededor de 1880, la National Publishing Company de Filadelfia importó las placas de estereotipo de Inglaterra y las ediciones comercializadas en masa sobre las huellas de una amplia gama de librerías y compañías de impresión locales, e incluso obtuvo el recientemente creado Montgomery Wardempresa nacional de pedidos por correo para incluirlo en su catálogo. Debe haberse impreso una cantidad extraordinariamente grande de copias, a juzgar por la frecuencia con que se encuentran las copias supervivientes en el comercio de libros de segunda mano. Una copia de esta edición se utilizó en la inauguración del presidente John F. Kennedy (1917–1963) en 1961, casualmente el 150 aniversario de la primera edición de Haydock. Otra copia fue utilizada en la toma de posesión del vicepresidente Joe Biden .
California. 1868: una edición en cuarto por P. O'Shea de Nueva York. Algunas copias aparecieron en cuarto grande (imperial). Esta edición oscura presenta una versión resumida del comentario.
California. 1874-1878: una gran edición en cuarto (imperial) de Virtue and Company Limited, de Londres. En esta edición, dos conversos del Movimiento Oxford , los PP. Frederick Oakeley (1802–1880) y Thomas Law (1836–1904) revisaron a fondo el comentario para incorporar los avances en la erudición bíblica desde la época de Haydock. Una edición estadounidense de PF Collier de Nueva York, fundador de la revista Collier's Weekly , apareció ca. 1884. Las ediciones británicas permanecieron impresas hasta 1910.
1988: una reproducción en cuarto de la porción del Nuevo Testamento de la ca. Edición de 1853 (George Henry) supra por Catholic Treasures, Monrovia, California.
1992: una reproducción en cuarto de una reimpresión en 1859 de la edición de Edward Dunigan y Brother supra por Catholic Treasures, Monrovia, California. Esta edición ha sido reeditada en 2000, 2006, y permanece impresa.
1999: un CD titulado Douay Bible 99 emitido por Catholic Software de Murray, KY, con texto y comentarios que se pueden mostrar en una computadora en formato de pantalla dividida.
Principios de la Biblia americana Haydock Quarto
Comenzando con el ca. Edición de 1874-1878 (Virtud y Compañía), las páginas de título de las secciones del Nuevo Testamento acreditan incorrectamente al Padre Haydock con el comentario del Nuevo Testamento. Por razones poco claras, Thomas Haydock quería que la contribución de Benedict Rayment se mantuviera en secreto, por lo que nunca se mencionó, incluso en las primeras ediciones. Por lo tanto, fue olvidado con los años. Este error también se produce en las impresiones posteriores de ca. Edición de 1853 (George Henry).
El nombre de Haydock se hizo tan popular y tan estrechamente asociado con las Biblias católicas inglesas en el siglo XIX que al menos una editorial ca. 1886 lo "pirateó" para una edición que incluía solo las anotaciones estándar de Challoner al agregar la declaración al lomo de su edición, las Notas de Challoner y otras características importantes de la Biblia Haydock . Durante las décadas de 1940 y 1950, aparecieron algunas ediciones "de bolsillo" del Nuevo Testamento católico (generalmente conocido como el Testamento de Rheims cuando se publicaba por separado), atribuyendo erróneamente "Canon Haydock" con las anotaciones.
- Datos: Q97159376
- Multimedia: George Leo Haydock / Q97159376